# グランド・リスボア
グランド・リスボア（新葡京酒店、Grand Lisboa）は中国マカオ大堂区にある52階建て・高さ258メートル・全430部屋の高級ホテル。マカオ中心部に位置するこのホテルはマカオで最も高い建築物であり、香港の建築家であるデニス・ラウ（劉榮廣）とン・チュン・マン（伍振民）の設計による蓮の花をイメージした薄型のフォルムは、マカオを代表するトレードマークの一つになっている。蓮の外壁には6万のLEDがとりつけられ、マカオの夜景を美しく彩っている。
このホテルはマカオ旅行娯楽会社(澳門旅遊娛樂股份有限公司)が所有しており、同社が保有するホテル・リスボアに道を隔て隣接して建築され、カジノとレストランは2007年2月11日に、ホテルは2008年12月に開業した。
グランド・リスボアは2016年度に収入と利益が落ち込んだと2017年に報じられた。

## 施設
7軒のレストランのほか、フルサービス・スパ、カジノ、屋外プール、フィットネスセンター、コーヒーショップ/カフェなどを備える。

### 客室
客室は50m2のゆったりした間取りになっており、装飾用の水晶ライドにはスワロフスキー、アメニティはエルメスを使用している。24時間対応のルームサービス、ミニバー、独立した浴槽・シャワーを利用できる。

### カジノ
4フロアに及ぶ広大なカジノには240のゲームテーブルと750台のスロットマシーンがある。マカオで初めてテキサス・ホールデムを始めたカジノはここである。マカオで初めてクラップスを始めたのもここだが、今では他のカジノでもクラップスは遊べる。
「スタンレー・ホーの星」(The Star of Stanley Ho) というダイヤモンドがカジノで常設展示されている。米国宝石学会によるとその218.08カラット（43.616 g）は、クッション型で内部に傷が入っていない無色のダイヤモンドとしては世界最大である。

### レストラン
「ロブション・オ・ドーム」と「エイト」はミシュランの3つ星を獲得しており、同じホテルに3つ星レストランが2軒も入っている。
ジョエル・ロブションはホテルのレストラン「ロブション・オ・ドーム」のオーナーとして2007年にここで店を開いた。2008年にこのレストラン（当時は「ロブション・ア・ガレア」）は、ミシュランガイドで3つ星を獲得した。このレストランはホテル内で移転した際に改名した。ワインリストには14,600種のワインがあり、ワイン・スペクテーターの「グランド・アワード」を受賞した。2013年1月にミシュランガイドはロブション・オ・ドームをアジア最高のレストランに選んだ。ここは2016年と2017年に『エリート・トラベラー』で世界6位にランクインした。

## ギャラリー

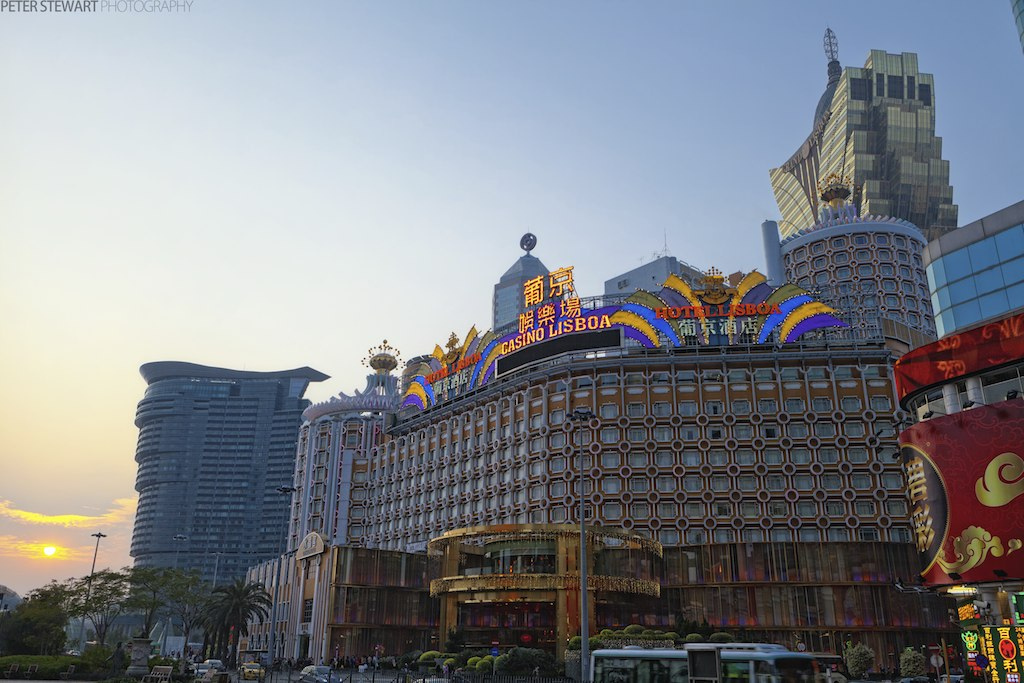
カジノ・リスボア
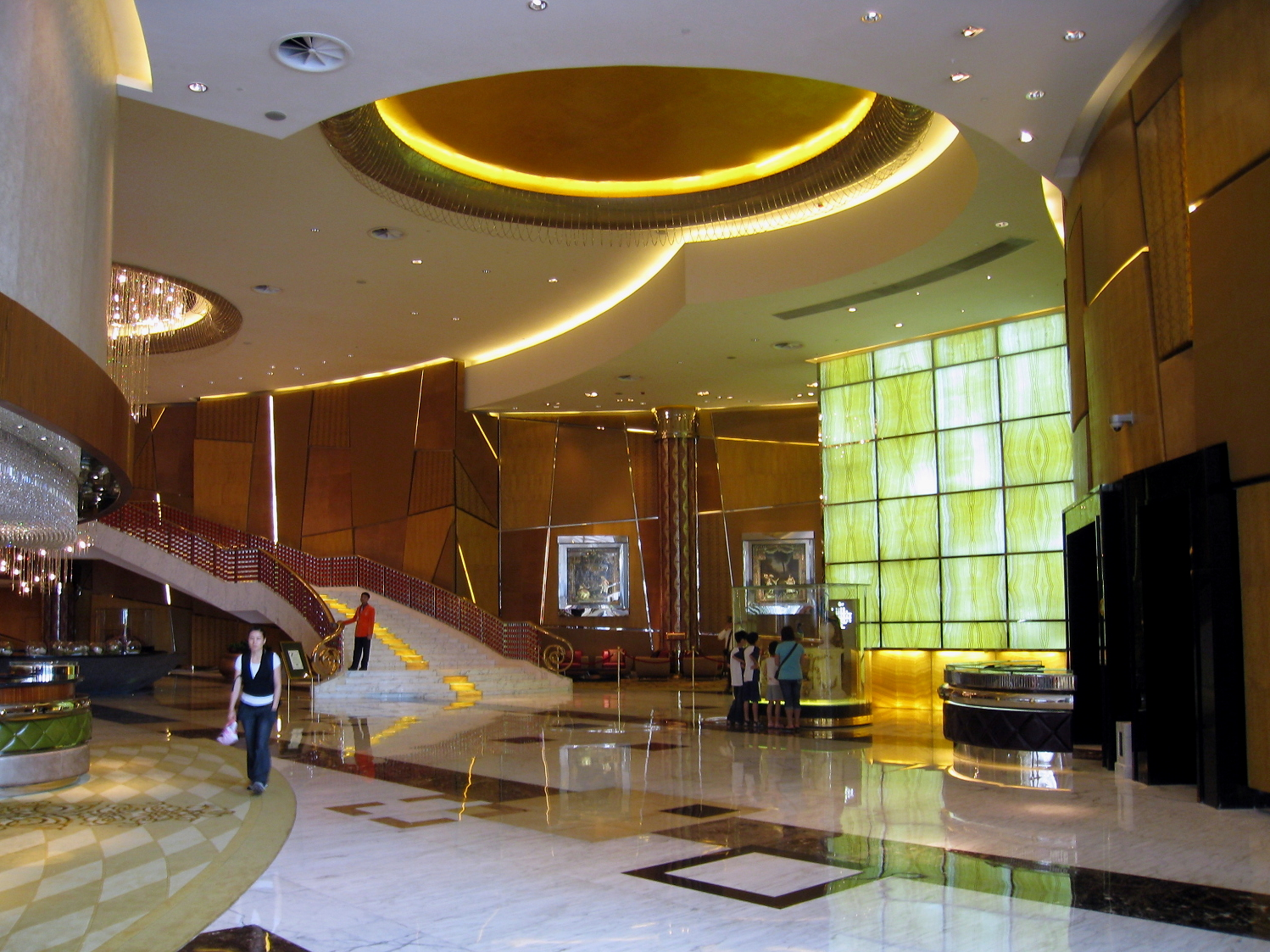
内装
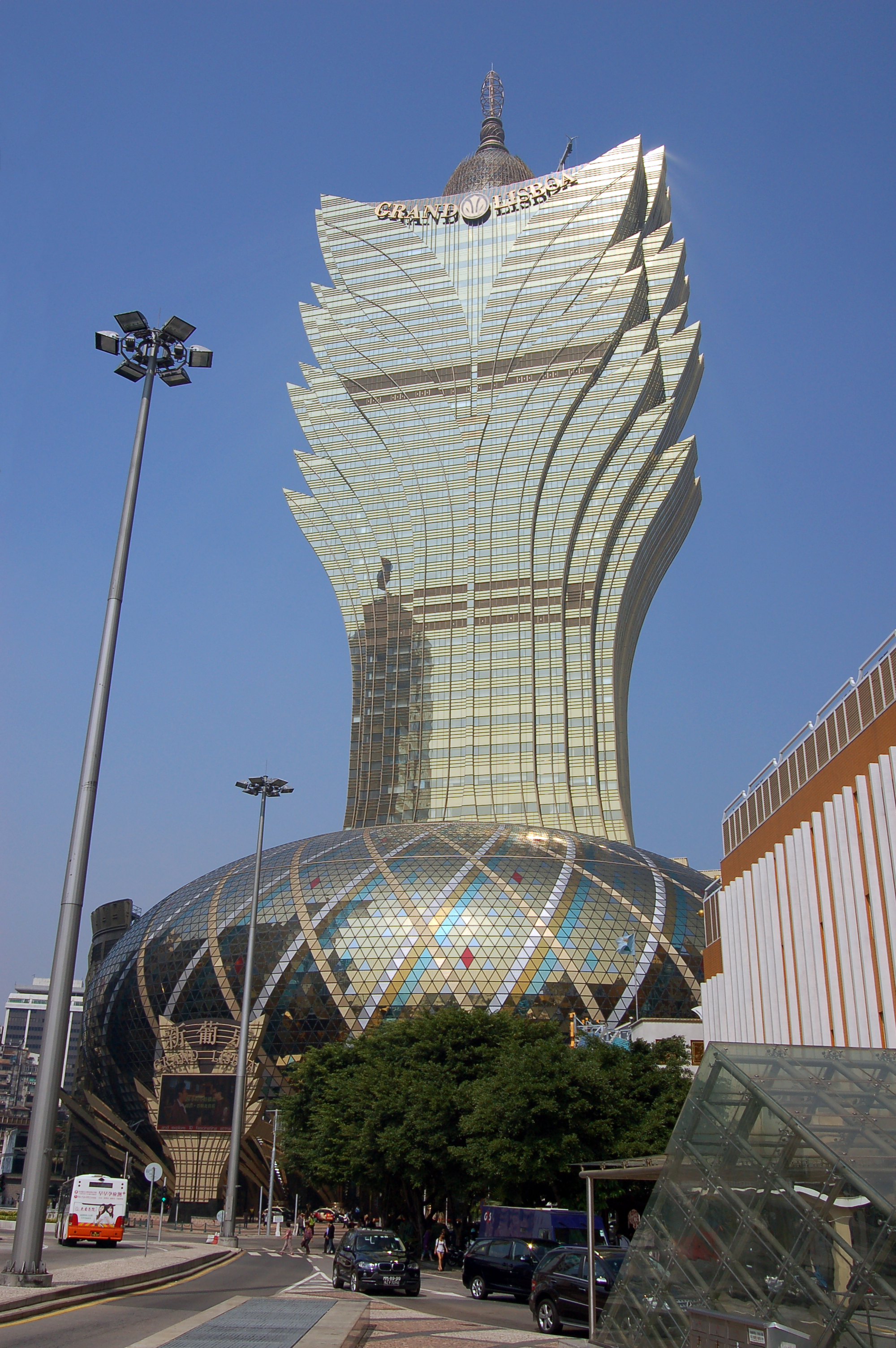
地上から
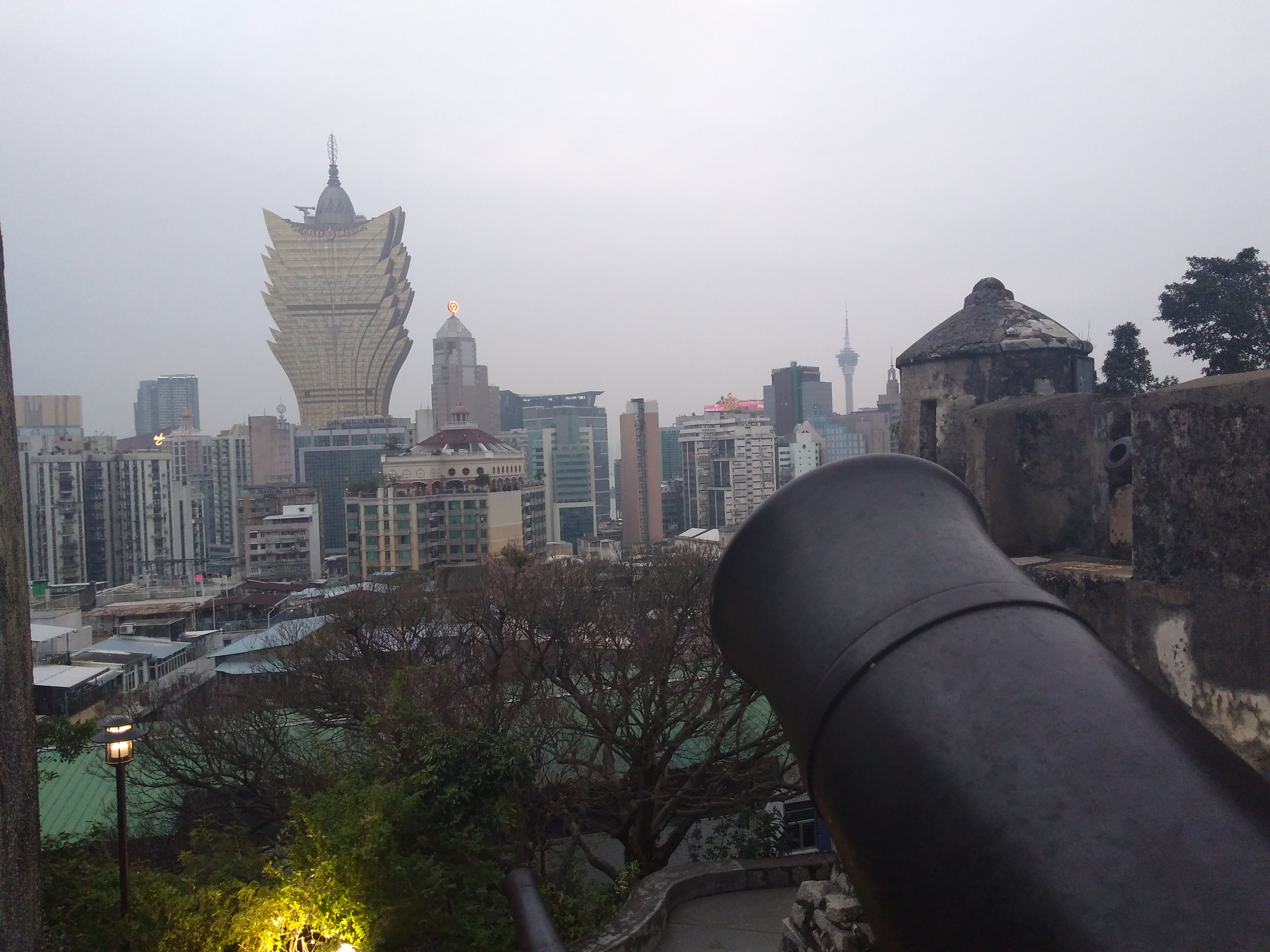
モンテの砦から
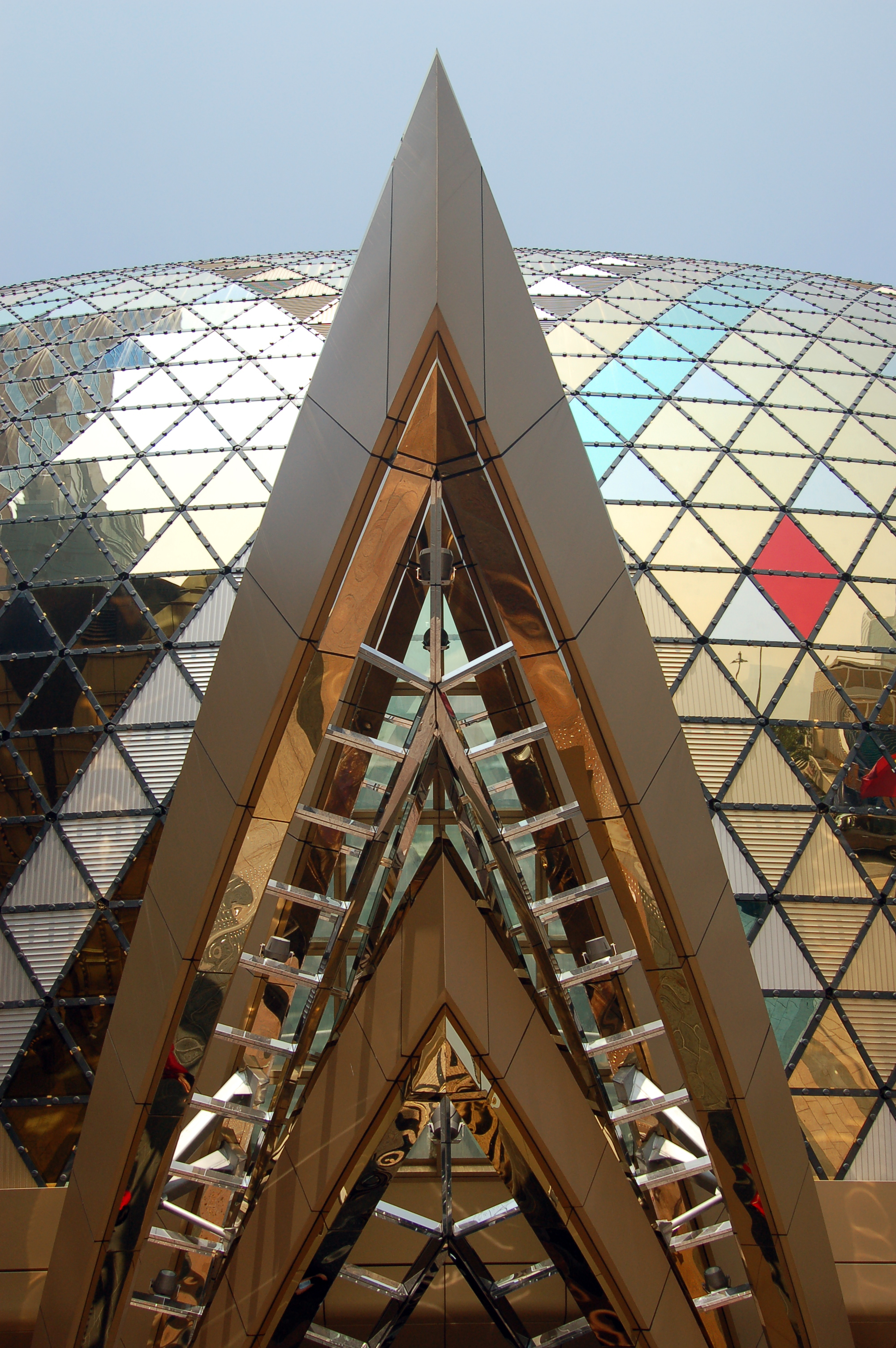